# NGC 1744

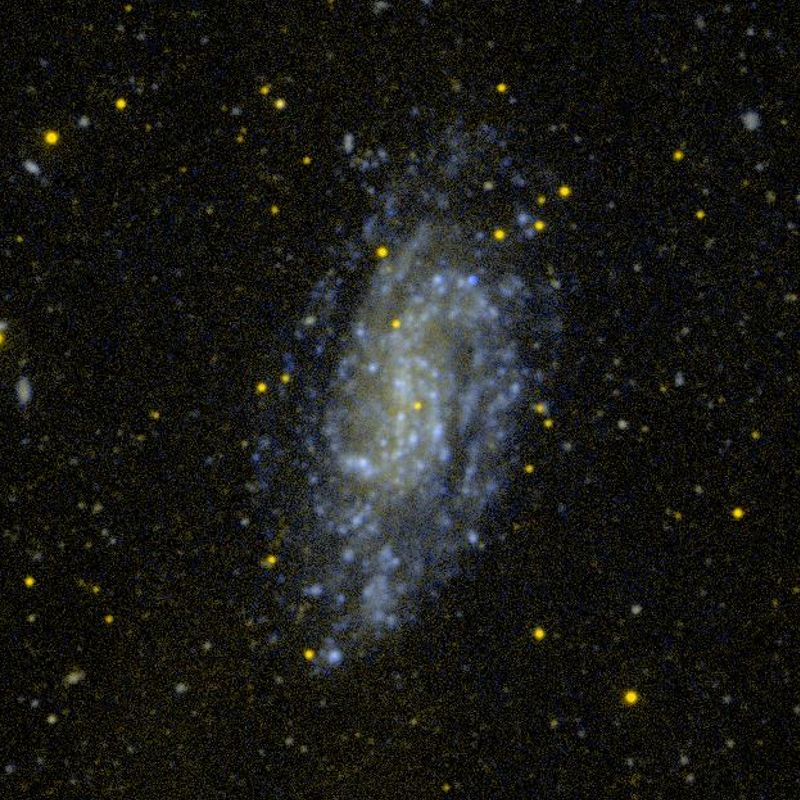
NGC 1744 en ultraviolet par le satellite GALEX.

NGC 1744 est une vaste galaxie spirale barrée relativement rapprochée et située dans la constellation du Lièvre. NGC 1744 a été découverte par l'astronome britannique John Herschel en 1835.

## Caractéristiques
Sa vitesse par rapport au fond diffus cosmologique est de 743 ± 1 km/s, ce qui correspond à une distance de Hubble de 10,97 ± 0,77 Mpc (∼35,8 millions d'al).
À ce jour, 32 mesures non basées sur le décalage vers le rouge (redshift) donnent une distance de 9,992 ± 1,622 Mpc (∼32,6 millions d'al), ce qui est à l'intérieur des valeurs de la distance de Hubble. Puisque cette galaxie est relativement rapprochée du Groupe local, il est probable que cette valeur soit plus près de la distance réelle de NGC 1744. Notons que c'est avec la valeur moyenne des mesures indépendantes, lorsqu'elles existent, que la base de données NASA/IPAC calcule le diamètre d'une galaxie.
La classe de luminosité de NGC 1744 est IV et elle présente une large raie HI.
En raison d'une brillance de surface égale à 14,63 mag/am2, on peut qualifier NGC 1744 de galaxie à faible brillance de surface (LSB en anglais pour low surface brightness). Les galaxies LSB sont des galaxies diffuses (D) avec une brillance de surface inférieure de moins d'une magnitude à celle du ciel nocturne ambiant.